# Asiaheterospilus kusigematii
Asiaheterospilus kusigematii är en stekelart som beskrevs av Sergey A. Belokobylskij och Konishi 2001. Asiaheterospilus kusigematii ingår i släktet Asiaheterospilus och familjen bracksteklar. Inga underarter finns listade.